# Урзичанка (Дамбовица)
Урзичанка (рум. Urziceanca) насеље је у Румунији у округу Дамбовица у општини Чоканешти. Oпштина се налази на надморској висини од 120 m.

## Становништво
Према подацима из 2002. године у насељу је живело 1040 становника, од којих су сви румунске националности.